# Crazy Arms
Singles de Ray Price
Run Boy
(1955) I've Got a New Heartache (en)
(1956)
Crazy Arms est une chanson de musique country écrite par Ralph Mooney (en) et Charles Seals. Enregistrée le 1er mars 1956, par Ray Price, elle devient un succès, prenant la première place du Hot Country Songs (Billboard) en juin 1956, durant 20 semaines. La chanson devient un standard honky tonk et de la musique country et fait l'objet de nombreuses reprises. Crazy Arms est une ballade country qui remonte à l'époque où les producteurs et les promoteurs du genre étaient à la recherche d'un style pour atteindre la jeunesse américaine.

## Reprises
Crazy Arms est reprise par de nombreux artistes dont notamment : Bing Crosby, Chuck Berry, the Andrews Sisters, Gram Parsons, Patsy Cline, Waylon Jennings, Trini Lopez, Mickey Gilley, Great Speckled Bird, Willie Nelson, Patty Loveless, Jerry Lee Lewis, Linda Ronstadt, Marie Osmond et Jerry García Band. Karen Chandler (en) et Jimmy Wakely ont repris la version de 1956. En 2000 Van Morrison et Linda Gail Lewis reprennent la chanson sur leur album You Win Again. Marty Stuart (en) enregistre une version instrumentale de la chanson sur son album Ghost Train: The Studio B Sessions (en). Chris Isaak reprend la chanson dans son album Beyond the Sun.

## Source de la traduction
- (en) Cet article est partiellement ou en totalité issu de l’article de Wikipédia en anglais intitulé « Crazy Arms » (voir la liste des auteurs).